# Лісна Поляна (Можгинський район)
Лісна́ Поляна (рос. Лесная Поляна) — присілок в Можгинському районі Удмуртії, Росія.
Урбаноніми:
- вулиці — Польова, Садова, Соснова, Теплична, Центральна

## Населення
Населення — 162 особи (2010; 124 в 2002).
Національний склад станом на 2002 рік:
- росіяни — 54 %
- удмурти — 38 %